# Corrent costaner
El corrent costaner és el corrent que es produeix a la vora d'una costa (marina o llacustre) pel desplaçament de les masses d'aigua en perpendicular i en paral·lel a la direcció de la línia de costa.

## Origen i mecanisme de transport
L'origen del fenomen és el resultat de la combinació de tres factors: 
- Acció del vent: Els vents dominants en un període determinat controlen la direcció de les onades de la costa i el flux d'aigua cap a ella, i determinen el flux i la velocitat.

- Acció de les onades: Les onades, que es mouen cap a aigües menys profundes, interactuen amb el fons alentint i transformant gradualment el seu moviment oscil·latori per un de translació. Finalment dissipen gran part de la seva energia en forma de turbulència i continuen el seu viatge cap a la zona d'onatge com una ona de translació.[Nota 2]

- Acció de les marees: El recorregut de la marea, que transporta l'aigua de la conca alternativament entre la costa i el mar, provoca en conseqüència corrents predominantment perpendiculars a la línia de costa.

## Tipus de corrents costaners

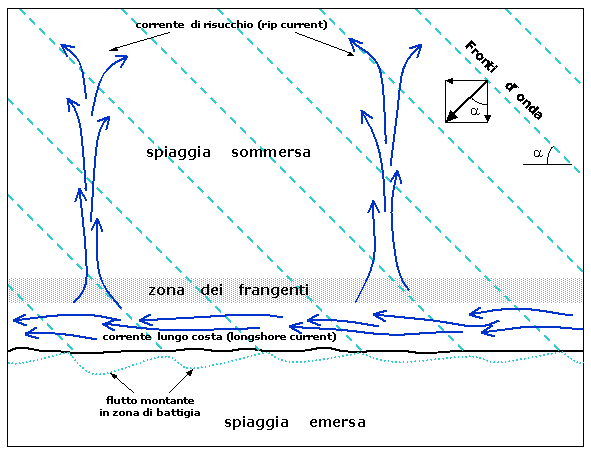
Els principals corrents costaners.
Amb fronts d'ona oblics respecte a la línia de costa, hi ha dos components de moviment: els perpendiculars i els paral·lels a la platja. Els components paral·lels són responsable de la formació del corrent entre el llarg de la costa i la zona d'onatge. Els corrents perpendiculars es formen per la diferència de pressió entre l'aigua de la costa i l'externa a la zona d'onatge, específica per al corrent resultant de l'acumulació d'aigua al llarg de la costa. La velocitat del corrent al llarg de la costa i de ressaca és proporcional a l'angle entre els fronts d'ona i la costa

### Flux de retorn
Les ones de la zona d'onatge aporten un transport continu d'aigua a la costa, que ha de ser compensada per un flux de retorn. Aquest flux es localitza principalment en contacte amb el fons a la zona de translació, i en profunditat intermèdia (entre la superfície i la part inferior) a l'exterior de la zona d'onatge. Aquest tipus de flux és generalitzat (concentrat o localitzat en zones i bandes, com la majoria dels corrents costaners), i amb velocitat baixa (de l'ordre d'uns pocs centímetres o decímetres per segon).

### Corrent de deriva
Quan els fronts d'ona són oblics respecte a la costa, les onades tenen dos components de moviment: un de perpendicular i un de paral·lel a la costa. Tots dos components es fan efectius (és a dir, determinen el transport de massa i no només d'energia) només després de la zona d'onatge, en la zona de translació; el component paral·lel a la costa provoca un corrent de deriva (en anglès longshore current; corrent litoral, o corrent al llarg de costa), que pot arribar a velocitats de l'ordre d'uns pocs decímetres per segon fins a aproximadament 1 m/s. Aquest tipus de corrent és responsable del transport de partícules sedimentàries i objectes paral·lel a la costa: la deriva litoral (en anglès, litoral drift).
El corrent de deriva és un dels principals factors que controlen la sedimentació i l'erosió de la costa, transportant els sediments a distàncies considerables i que donen lloc a determinats cossos sedimentaris, com els cordons litorals i els tómbols, en les esquerdes i irregularitats de la costa, com badies i deltes dels rius, i que a vegades dona lloc a llacunes.

### Corrent de ressaca

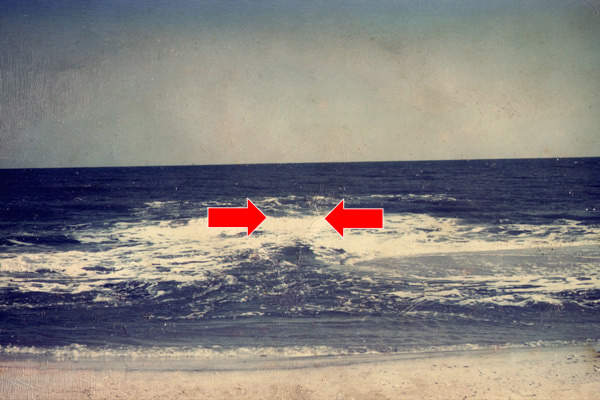
Zona de convergència en la platja, que mostra la presència d'un corrent de retorn cap al mar (corrent de ressaca)

L'acumulació d'aigua paral·lelament a la costa causat pels corrents al llarg de la costa provoquen la formació d'un gradient de pressió respecte a l'aigua externa a la zona d'onatge. Aquesta diferència de pressió al seu torn requereix un corrent de compensació per restablir les condicions d'equilibri. Aquest tipus de corrent es defineix com corrent de ressaca (en anglès, rip current; o corrent de retorn).
És un corrent localitzat (a diferència del flux de retorn), amb una trajectòria perpendicular a la costa, que arriba a una velocitat al voltant de 60 - 100 cm/s, i «grata» el fons del mar excavant canals.
La presència d'aquests corrents pot ser un considerable perill per a les persones que s'aventuren en l'aigua, tant per l'augment sobtat de la profunditat en correspondència amb els canals, com per la mateixa força del corrent, sobretot quan el mar està mogut o agitat.

### Corrent de marea
Un tipus particular dels corrents costaners són els corrents de marea (en anglès, tidal currents), que s'originen a partir del recorregut de la marea. El fenomen és present en les conques marines, oceàniques i llacustres de gran magnitud (com els grans llacs del rift africà). En aquests contextos, en les costes baixes lleugerament inclinades, la marea pot assolir velocitat i força notable (fins a diversos metres per segon), i pot erosionar els sediments costaners, formant canals que penetren cap a l'interior del mar. El flux i reflux de la marea, en la zona compresa entre el nivell de marea baixa i marea alta (zona de marees), dona lloc a l'erosió, el transport i la redistribució dels sediments des de la terra cap al mar, formant un ambient sedimentari particular: la plana de marea.
Els deltes que flueixen en conques de règim «macromareal» (en anglès, macrotidal; amb marees superiors a 4 metres), els corrents de marea envaeixen els canals distributaris del delta, influint en el curs de la sedimentació, mentre que les àrees entre els canals de deltes (zona interdistributària), es pot formar planes de marea. On les marees tenen una alçada considerable, el transport d'aigua i sediments al llarg de la costa és en general molt limitat.
Els corrents de marea en la zona de marees poden ser molt perillosos, tant en el període de flux (marea ascendent) com el període de reflux (marea descendent), però sobretot en aquest últim cas degut el risc per a les persones possiblement sorpresos pel fenomen i que poder ser arrossegats i transportats cap a la zona submareal i ofegar-se. El risc és més gran en les planes de marea de les costes oceàniques, i en qualsevol cas on l'amplitud de la marea sigui molt alta, però no ha de ser subestimat, sota cap circumstància, ni tan sols a les platges de la Mediterrània.